# Curtis Turner
Curtis Turner (Floyd, 12 aprile 1924 – Punxsutawney, 4 ottobre 1970) è stato un pilota automobilistico statunitense.

## Carriera
Dal 1949 al 1968 ha corso nella NASCAR Sprint Cup Series, ottenendo in totale 17 vittorie su 16 pole position.
È morto in un incidente aereo vicino Punxsutawney in Pennsylvania il 4 ottobre 1970.

## Riconoscimenti
Nel 1992, è stato introdotto nella International Motorsports Hall of Fame, mentre nel 2006 e nel 2016, è stato inserito nella Motorsports Hall of Fame of America e nella NASCAR Hall of Fame.